# Ямабіко-Мару
Ямабіко-Мару (Yamabiko Maru) — судно, яке під час Другої світової війни взяло участь у операціях японських збройних сил на Каролінських островах.

## Початок історії корабля
Судно спорудили як пасажирське в 1937 році на верфі Uraga Dock в Уразі. Замовником виступила компанія Yamashita Kisen, яка використовувала його на лініях до Північної та Південної Америки. Первісно судно мало назву «Ямахіко-Мару» (Yamahiko Maru), а в 1938-му перейменоване на «Ямабіко-Мару».
6 серпня 1941-го «Ямабіко-Мару» реквізували для потреб Імперського флоту Японії, після чого з 15 серпня по 15 жовтня воно пройшло на верфі Fujinagata Zosensho в Осаці переобладнання у ремонтне судно.

## Воєнна служба
Станом на кінець грудня 1941-го «Ямабіко-Мару» перебувало в порту Такао (наразі Гаосюн на Тайвані), де провело ремонтні роботи на переобладнаному канонерському човні «Тайко-Мару», що зазнало пошкоджень у зіткненні.
1—3 січня 1942-го судно перейшло з Такао до затоки Лінгайєн на західному узбережжі філіппінського острова Лусон, де за кілька діб до того висадився головний японський десант. Тут «Ямабіко-Мару» узялось за допомогу есмінцю «Ямагумо», який 31 грудня підірвався на міні. Крім того, були виконані певні ремонтні роботи на переобладнаних канонерських човнах «Кісо-Мару» та «Асо-Мару». 24—26 січня «Ямабіко-Мару» пройшло назад до Такао.
2 лютого 1942-го «Ямабіко-Мару» вирушило з Такао до порту Давао на південному узбережжі філіппінського острова Мінданао (тут японці висадились ще в останній декаді грудня). Після кількох тижнів у Давао, судно 25 лютого прибуло на схід острова Борнео до Балікпапану (центр нафтовидобутку, який вже місяць перебував під контролем японських сил). В наступні кілька тижнів «Ямабіко-Мару» провело тут ремонти на переобладнаному гідроавіаносці «Санукі-Мару», есмінці «Асагумо» та сторожовому кораблі PB-37.
18—19 березня 1942-го «Ямабіко-Мару» під охороною «Асагумо» перейшло до порту Макассар на південно-західному півострові острова Целебес (захоплений японським десантом у першій декаді лютого). Тут воно до 10 квітня провадило ремонтні роботи на есмінці «Осіо», що отримав значні пошкодження в ніч на 19 лютого в битві у протоці Бандунг (була пов'язана із висадкою десанту на Балі). Крім того, була надана допомога іншому есмінцю «Асасіо», який постраждав у тій же битві (втім, пошкодження цього корабля були менші і вже 25 березня він зміг прибути до Японії).
Надалі «Ямабіко-Мару» повернулось до Давао, звідки 16—19 травня пройшло на острів Амбон (частину переходу його супроводжував торпедний човен «Хацукарі»). До 25 травня провадились ремонтні роботи на переобладнаному канонерському човні «Тайко-Мару», що 13 травня був уражений авіабомбою у машинне відділення (далі «Тайко-Мару» відведуть на буксирі для повноцінного ремонту в Сінгапурі). 29 травня 1942-го «Ямабіко-Мару» полишило Амбон і 1 червня прибуло до Давао, де наприкінці червня узялось за аварійний ремонт на транспорті «Амагісан-Мару», який був торпедований підводним човном.
Згодом судно перейшло до В'єтнаму, а 27 серпня 1942-го Ямабіко-Мару вийшло з бухти Камрань для супроводу плавучої бази підводних човнів «Ріо-де-Жанейро-Мару», що на початку серпня була пошкоджена ворожою субмариною, а тепер рушила на відновлення до Сінгапура.
Тим часом союзники висадилися на сході Соломонових островів, що започаткувало шестимісячну битву за Гуадалканал та змусило японське командування постійно перекидати підкріплення до регіону. Зокрема, в листопаді 1942-го «Ямабіко-Мару» вийшло із Сінгапура, маючи на борту бійців із різних підрозділів 5-ї піхотної дивізії, а також загону аеродромного будівництва. 2 грудня судно прибуло до Рабаула — головної передової бази в архіпелазі Бісмарка, з якої провадились операції на Соломонових островах та сході Нової Гвінеї.
До 18 грудня 1942-го «Ямабіко-Мару» провадило ремонтні роботи на есмінці «Сірацую», який був пошкоджений бомбою під час рейсу до новогвінейської Буни. У другій половині грудні судно надало допомогу транспорту «Кагу-Мару», який був пошкоджений при авіанальоті на Рабаул, а з 26 грудня 1942 узялось за аварійний ремонт есмінців «Удзукі» (зіткнувся із торпедованим транспортом «Нанкай-Мару» та був приведений на базу на буксирі) і «Аріаке» (пошкоджений літаками при буксируванні "Нанкай-Мару). На «Аріаке» роботи завершили 3 січня, тоді як з «Удзукі» фахівці «Ямабіко-Мару» працювали до 16 січня 1943-го. В цей же період «Ямабіко-Мару» надавав допомогу ще двом есмінцям — з 28 грудня 1942 по 13 січня 1943 «Тачікадзе» (був пошкоджений бомбами при нальоті на Рабаул) та з 6 по 16 січня «Судзукадзе» (отримав пошкодження від близьких розривах бомб коли прикривав транспортний рейс інших есмінців до Гуадалканалу).
Есмінці і надалі залишались головними об'єктами, над якими працювали фахівці «Ямабіко-Мару» — з 16 по 26 січня 1943-го на «Уракадзе», «Хамакадзе» і «Танікадзе» (отримали пошкодження від близьких розривів бомб під час транспортного рейсу до Гуадалканалу), з 9 по 27 лютого на «Ісокадзе» і «Хамакадзе» (пошкоджені літаками під час евакуації гарнізону Гуадалканалу), з 13 лютого по 2 березня на «Кавакадзе» (зіткнувся з вантажним судном та був приведений на буксирі до Рабаула), наприкінці лютого на «Хацуюкі» (зачепив риф).
З 3 по 20 квітня 1943-го «Ямабіко-Мару» виходило до Кавієнгу (друга за значенням японська база у архіпелазі Бісмарка, розташована на північному завершенні острова Нова Ірландія) для робіт на важкому крейсері «Аоба», що був важко пошкоджений бомбою.
По поверненні у Рабаул «Ямабіко-Мару» продовжило роботу з есмінцями — в другій половині квітня 1943-го з «Тачікадзе» (пошкоджений при авіанальоті на новогвінейський Вевак), з 18 травня із «Югірі» (торпедований підводним човном та приведений на буксирі до Рабаула), з 29 травня по 3 червня із «Сацукі» (зачепив риф), з 8 липня із «Амагірі» (пошкоджений у битві в затоці Кула), з 8 по 16 липня із «Хацуюкі» (легко постраждав у тому ж зіткненні в затоці Кула), з 17 по 28 липня знову із «Сацукі» (пошкоджений авіацією біля острова Бугенвіль), з 11 серпня знову із «Амагірі» (зіткнувся та розрізав навпіл торпедний човен, яким командував Джон Кеннеді). Крім того, 6—17 липня фахівці судна допомагали легкому крейсеру «Юбарі», що підірвався на міні біля Бугенвілю, а 21—29 липня виконували аварійний ремонт на важкому крейсері «Кумано», який був пошкоджений близькими розривами при виході до острова Коломбангара (архіпелаг Нью-Джорджія у центральній частині Соломонових островів).
Восени 1943-го «Ямабіко-Мару» продовжило працювати у Рабаулі. Зокрема, відомо що 11 жовтня провадились роботи з ліквідації витоку нафти на есмінці «Самідаре».
Тим часом союзники розпочали потужний авіаційний наступ на Рабаул. 2 листопада 1943-го в центральну частину «Ямабіко-Мару» влучили одна або дві 454-кг бомби, судно загорілось, загинув один член екіпажу. Пожежа продовжувалась і 3 листопада, втім, у підсумку судно вціліло. При цьому його фахівці продовжували ремонтні роботи, зокрема, на легкому крейсері «Агано», есмінцях «Наганамі» та «Уракадзе», які були пошкоджені під час наступних нальотів на Рабаул.
Більш як місяць «Ямабіко-Мару» проходило у Рабаулі аварійне відновлення власними силами, а 22—25 грудня 1943-го пройшло у складі конвою № 2222 до головної японської бази у Океанії на атолі Трук у центральній частині Каролінських островів (перед тим був отриманий наказ вивантажити ремонтне обладнання та залишити його у Рабаулі).
2 січня 1944-го «Ямабіко-Мару» вирушило для ремонту у Японії в складі конвою № 4102. Вранці 10 січня за чотири з половиною сотні кілометрів від Токійської затоки американський підводний човен USS Steelhead перехопив конвой. В умовах шторму субмарина випустила за даними радара чотири торпеди, одна з яких поцілила «Ямабіко-Мару». Втім, воно не затонуло, а було взяте на буксир транспортом «Ямакуні-Мару». 12 січня кайбокан (фрегат) «Манджу» узяв на борт частину людей з «Ямабіко-Мару», відокремився і 13 січня прибув до Токійської затоки. Того ж 13 січня «Ямабіко-Мару» довели до острова Хатдзьо (архіпелаг Ідзу), що лежить за дві з половиною сотні кілометрів від місця нападу USS Steelhead. Втім, уже на вході до бухти від сильного шторму пошкоджене судно розломилось і його кормова частина затонула. «Ямакуні-Мару» спробував завести в бухту носову частину, але в цей час (уже настало 14 січня) сам був потоплений підводним човном USS Swordfish. Невдовзі затонули й залишки «Ямабіко-Мару», зі складу екіпажу якого загинуло 5 осіб, тоді як есмінець «Асанагі» доправив до Йокосуки вцілілих.